# Zambrano-sagen
Zambrano-sagen (også omtalt som Zambrano-dommen) var en sag ved EU-domstolen der blev afgjort 8. marts 2011. 
Sagen handler om en familie fra Colombia, der i 1999 kom til Belgien og søgte om asyl. Dette blev afslået, men samtidig udstedte en belgisk domstol forbud imod, at familien blev sendt tilbage til Colombia pga. de urolige forhold i landet. Under deres ophold i Belgien fik familien to børn, som pga. de daværende belgiske regler fik belgisk statsborgerskab. 
Faderen i familien Gerardo Ruiz Zambrano arbejdede i en række år i Belgien og betalte dermed til en belgisk arbejdsløshedsforsikring, selvom han ikke havde opholdstilladelse. Da han senere blev fyret ville de belgiske myndigheder ikke udbetale understøttelse til ham pga. den manglende opholdstilladelse, og derfor lagde han sag an ved domstolene. Kernepunktet i sagen blev, om han pga. sine børn med belgisk statsborgerskab havde ret til at få en opholdstilladelse i Belgien og dermed som en konsekvens heraf også arbejdsløshedsunderstøttelse. 
I sin kendelse siger EU-domstolen, at unionsborgerskabet giver alle EU-borgere en ret til at opholde sig på unionens område. Og som følge heraf må medlemsstaterne ikke gennemføre foranstaltninger, der forhindrer dem i reelt at udnytte denne ret. Og det mente domstolen ville være tilfældet, hvis Belgien ikke udstedte både arbejds- og opholdstilladelse til Gerardo Ruiz Zambrano, idet de to belgiske børn da sandsynligvis ville være nødt til at følge med deres forældre ud af unionens område.

## Konsekvenser af Zambrano-sagen for Danmark
Den præcise situation, som forelå i Zambrano-sagen, vil kun forekomme meget sjældent i Danmark, idet børn født af to udenlandske forældre normalt ikke kan få dansk statsborgerskab. Dette kan kun lade sig gøre, hvis begge forældre er statsløse, idet FN´s børnekonvention i så fald pålægger Danmark en forpligtelse til at give barnet mulighed for at få et statsborgerskab 
Dommen har dog en potentielt meget vidtrækkende betydning for de danske regler om familiesammenføring i de tilfælde, hvor der er en dansk statsborger involveret. Man kan således sige, at hvis en dansk statsborgers ægtefælle, far eller mor ikke kan få opholdstilladelse i Danmark, så er den danske statsborger nødt til at forlade Danmark og dermed unionen for at kunne nyde godt af den ret til familieliv, som han eller hun har ifølge Den Europæiske Menneskerettighedskonventions artikel 8. 
Og dermed er situationen måske sammenlignelig med den, der forelå i Zambrano-sagen. Også selvom det naturligvis er nemmere for et barn at klare sig uden den ene af sine forældre eller for en voksen at klare sig uden sin ægtefælle, end det er for et barn at klare sig uden begge sine forældre.
Dommen kan derfor betyde, at ikke bare forældre til børn med dansk statsborgerskab men også ægtefæller til danske statsborgere skal have opholdstilladelse i Danmark uden om alle de krav, som der ellers stilles i forbindelse med familiesammenføring
De danske myndigheder er dog endnu (29. april 2011) ikke færdige med at tolke dommen, og det vides derfor endnu ikke, hvilke konsekvenser den får.